# چمژال
چمژال (به لاتین: Trzemżal) یک روستای لهستان در لهستان است که در Gmina Trzemeszno واقع شده‌است.